# La Rouquette

La Rouquette este o comună în departamentul Aveyron din sudul Franței. În 1 ianuarie 2022 avea o populație de 774 de locuitori.